# Platygaster viburni
Platygaster viburni är en stekelart som beskrevs av Jean-Jacques Kieffer 1916. Platygaster viburni ingår i släktet Platygaster och familjen gallmyggesteklar. Inga underarter finns listade i Catalogue of Life.